# Stanisław Grad
Stanisław Grad (ur. 27 stycznia 1941 w Królowej Woli, zm. 11 października 2011 w Tomaszowie Mazowieckim) – polski prezbiter rzymskokatolicki, protonotariusz apostolski supra numerum, kanonik, doktor teologii, historyk Kościoła, wykładowca, rektor Wyższego Seminarium Duchownego w Łodzi.

## Życiorys
Ukończył łódzkie diecezjalne Wyższe Seminarium Duchowne. Święcenia kapłańskie przyjął dnia 21 czerwca 1964 w Łodzi. W 1968 uzyskał tytuł magistra teologii na Akademii Teologii Katolickiej w Warszawie. W 1976 obronił pracę doktorską z teologii w tej samej uczelni.
W 1970 został powołany na dyrektora Archiwum Diecezji Łódzkiej. Funkcję tę sprawował przez 22 lata. W latach 1981–1988 był rektorem Wyższego Seminarium Duchownego w Łodzi. Wykładał tam też historię Kościoła, z której zakresu jest autorem szeregu naukowych publikacji. W latach 1988–1990 proboszcz parafii Wniebowzięcia Najświętszej Maryi Panny w Łodzi. Od sierpnia 1990 proboszcz parafii św. Antoniego Padewskiego, św. Stanisława Biskupa i Męczennika oraz Matki Boskiej Różańcowej w Tomaszowie Mazowieckim. Autor biogramów w Tomaszowskim Słowniku Biograficznym.

## Urzędy
- cenzor publikacji religijnych
- członek Rady Duszpasterskiej i Kapłańskiej
- wizytator ds. duszpasterskich
- dziekan dekanatu tomaszowskiego[12]

## Tytuły
- kapelan Jego Świątobliwości, 15 grudnia 1986
- kanonik honorowy Archikatedralnej Kapituły Łódzkiej, 7 czerwca 1995
- kanonik gremialny – kustosz Archikatedralnej Kapituły Łódzkiej, 9 grudnia 1997[13]
- prałat honorowy Jego Świątobliwości, 16 marca 2005
- protonotariusz apostolski supra numerum, 3 maja 2010

## Upamiętnienie
Ksiądz Grad patronuje fundacji Educator i jednej z tomaszowskich ulic.